# Xe (cờ vua)
Xem thêm: Xe (quân cờ)
Xe (♖ ♜) còn được gọi là Xa, là một trong hai loại quân cờ chủ lực nặng trên bàn cờ vua (loại còn lại là Hậu), đây là quân cờ mạnh thứ hai trên bàn cờ sau quân Hậu.
Mỗi người chơi bắt đầu ván đấu với hai quân Xe và vị trí ban đầu của nó nằm ở các ô góc của bàn cờ; hay các ô a1, h1 đối với Trắng và a8, h8 đối với Đen xét về mặt ký hiệu đại số.

## Di chuyển
Xe di chuyển theo hàng ngang và cột dọc và chỉ bị giới hạn bởi sự có mặt của quân khác trên đường đi và độ dài của hàng ngang hay cột dọc. Sau khi ăn quân đối phương, Xe sẽ được đặt tại vị trí của quân đó. Xe có thể cùng với Vua thực hiện một nước đi đặc biệt gọi là nhập thành.

Một số nước đi của Xe

|   | a                                                             | b                                                             | c                                                             | d                                                             | e                                                             | f                                                             | g                                                             | h                                                             |   |
| 8 | a8 black rook · h8 black rook · a1 white rook · h1 white rook | a8 black rook · h8 black rook · a1 white rook · h1 white rook | a8 black rook · h8 black rook · a1 white rook · h1 white rook | a8 black rook · h8 black rook · a1 white rook · h1 white rook | a8 black rook · h8 black rook · a1 white rook · h1 white rook | a8 black rook · h8 black rook · a1 white rook · h1 white rook | a8 black rook · h8 black rook · a1 white rook · h1 white rook | a8 black rook · h8 black rook · a1 white rook · h1 white rook | 8 |
| 7 | a8 black rook · h8 black rook · a1 white rook · h1 white rook | a8 black rook · h8 black rook · a1 white rook · h1 white rook | a8 black rook · h8 black rook · a1 white rook · h1 white rook | a8 black rook · h8 black rook · a1 white rook · h1 white rook | a8 black rook · h8 black rook · a1 white rook · h1 white rook | a8 black rook · h8 black rook · a1 white rook · h1 white rook | a8 black rook · h8 black rook · a1 white rook · h1 white rook | a8 black rook · h8 black rook · a1 white rook · h1 white rook | 7 |
| 6 | a8 black rook · h8 black rook · a1 white rook · h1 white rook | a8 black rook · h8 black rook · a1 white rook · h1 white rook | a8 black rook · h8 black rook · a1 white rook · h1 white rook | a8 black rook · h8 black rook · a1 white rook · h1 white rook | a8 black rook · h8 black rook · a1 white rook · h1 white rook | a8 black rook · h8 black rook · a1 white rook · h1 white rook | a8 black rook · h8 black rook · a1 white rook · h1 white rook | a8 black rook · h8 black rook · a1 white rook · h1 white rook | 6 |
| 5 | a8 black rook · h8 black rook · a1 white rook · h1 white rook | a8 black rook · h8 black rook · a1 white rook · h1 white rook | a8 black rook · h8 black rook · a1 white rook · h1 white rook | a8 black rook · h8 black rook · a1 white rook · h1 white rook | a8 black rook · h8 black rook · a1 white rook · h1 white rook | a8 black rook · h8 black rook · a1 white rook · h1 white rook | a8 black rook · h8 black rook · a1 white rook · h1 white rook | a8 black rook · h8 black rook · a1 white rook · h1 white rook | 5 |
| 4 | a8 black rook · h8 black rook · a1 white rook · h1 white rook | a8 black rook · h8 black rook · a1 white rook · h1 white rook | a8 black rook · h8 black rook · a1 white rook · h1 white rook | a8 black rook · h8 black rook · a1 white rook · h1 white rook | a8 black rook · h8 black rook · a1 white rook · h1 white rook | a8 black rook · h8 black rook · a1 white rook · h1 white rook | a8 black rook · h8 black rook · a1 white rook · h1 white rook | a8 black rook · h8 black rook · a1 white rook · h1 white rook | 4 |
| 3 | a8 black rook · h8 black rook · a1 white rook · h1 white rook | a8 black rook · h8 black rook · a1 white rook · h1 white rook | a8 black rook · h8 black rook · a1 white rook · h1 white rook | a8 black rook · h8 black rook · a1 white rook · h1 white rook | a8 black rook · h8 black rook · a1 white rook · h1 white rook | a8 black rook · h8 black rook · a1 white rook · h1 white rook | a8 black rook · h8 black rook · a1 white rook · h1 white rook | a8 black rook · h8 black rook · a1 white rook · h1 white rook | 3 |
| 2 | a8 black rook · h8 black rook · a1 white rook · h1 white rook | a8 black rook · h8 black rook · a1 white rook · h1 white rook | a8 black rook · h8 black rook · a1 white rook · h1 white rook | a8 black rook · h8 black rook · a1 white rook · h1 white rook | a8 black rook · h8 black rook · a1 white rook · h1 white rook | a8 black rook · h8 black rook · a1 white rook · h1 white rook | a8 black rook · h8 black rook · a1 white rook · h1 white rook | a8 black rook · h8 black rook · a1 white rook · h1 white rook | 2 |
| 1 | a8 black rook · h8 black rook · a1 white rook · h1 white rook | a8 black rook · h8 black rook · a1 white rook · h1 white rook | a8 black rook · h8 black rook · a1 white rook · h1 white rook | a8 black rook · h8 black rook · a1 white rook · h1 white rook | a8 black rook · h8 black rook · a1 white rook · h1 white rook | a8 black rook · h8 black rook · a1 white rook · h1 white rook | a8 black rook · h8 black rook · a1 white rook · h1 white rook | a8 black rook · h8 black rook · a1 white rook · h1 white rook | 1 |
|   | a                                                             | b                                                             | c                                                             | d                                                             | e                                                             | f                                                             | g                                                             | h                                                             |   |

|   | a | b | c | d | e | f | g | h |   |
| 8 | d8 white circle · g8 black circle · d7 white circle · e7 white pawn · f7 black circle · g7 black rook · h7 black circle · d6 white circle · g6 black circle · d5 white circle · g5 black pawn · a4 white circle · b4 white circle · c4 white circle · d4 white rook · e4 white circle · f4 white circle · g4 white circle · h4 white circle · d3 white circle · d2 white circle · d1 white circle | d8 white circle · g8 black circle · d7 white circle · e7 white pawn · f7 black circle · g7 black rook · h7 black circle · d6 white circle · g6 black circle · d5 white circle · g5 black pawn · a4 white circle · b4 white circle · c4 white circle · d4 white rook · e4 white circle · f4 white circle · g4 white circle · h4 white circle · d3 white circle · d2 white circle · d1 white circle | d8 white circle · g8 black circle · d7 white circle · e7 white pawn · f7 black circle · g7 black rook · h7 black circle · d6 white circle · g6 black circle · d5 white circle · g5 black pawn · a4 white circle · b4 white circle · c4 white circle · d4 white rook · e4 white circle · f4 white circle · g4 white circle · h4 white circle · d3 white circle · d2 white circle · d1 white circle | d8 white circle · g8 black circle · d7 white circle · e7 white pawn · f7 black circle · g7 black rook · h7 black circle · d6 white circle · g6 black circle · d5 white circle · g5 black pawn · a4 white circle · b4 white circle · c4 white circle · d4 white rook · e4 white circle · f4 white circle · g4 white circle · h4 white circle · d3 white circle · d2 white circle · d1 white circle | d8 white circle · g8 black circle · d7 white circle · e7 white pawn · f7 black circle · g7 black rook · h7 black circle · d6 white circle · g6 black circle · d5 white circle · g5 black pawn · a4 white circle · b4 white circle · c4 white circle · d4 white rook · e4 white circle · f4 white circle · g4 white circle · h4 white circle · d3 white circle · d2 white circle · d1 white circle | d8 white circle · g8 black circle · d7 white circle · e7 white pawn · f7 black circle · g7 black rook · h7 black circle · d6 white circle · g6 black circle · d5 white circle · g5 black pawn · a4 white circle · b4 white circle · c4 white circle · d4 white rook · e4 white circle · f4 white circle · g4 white circle · h4 white circle · d3 white circle · d2 white circle · d1 white circle | d8 white circle · g8 black circle · d7 white circle · e7 white pawn · f7 black circle · g7 black rook · h7 black circle · d6 white circle · g6 black circle · d5 white circle · g5 black pawn · a4 white circle · b4 white circle · c4 white circle · d4 white rook · e4 white circle · f4 white circle · g4 white circle · h4 white circle · d3 white circle · d2 white circle · d1 white circle | d8 white circle · g8 black circle · d7 white circle · e7 white pawn · f7 black circle · g7 black rook · h7 black circle · d6 white circle · g6 black circle · d5 white circle · g5 black pawn · a4 white circle · b4 white circle · c4 white circle · d4 white rook · e4 white circle · f4 white circle · g4 white circle · h4 white circle · d3 white circle · d2 white circle · d1 white circle | 8 |
| 7 | d8 white circle · g8 black circle · d7 white circle · e7 white pawn · f7 black circle · g7 black rook · h7 black circle · d6 white circle · g6 black circle · d5 white circle · g5 black pawn · a4 white circle · b4 white circle · c4 white circle · d4 white rook · e4 white circle · f4 white circle · g4 white circle · h4 white circle · d3 white circle · d2 white circle · d1 white circle | d8 white circle · g8 black circle · d7 white circle · e7 white pawn · f7 black circle · g7 black rook · h7 black circle · d6 white circle · g6 black circle · d5 white circle · g5 black pawn · a4 white circle · b4 white circle · c4 white circle · d4 white rook · e4 white circle · f4 white circle · g4 white circle · h4 white circle · d3 white circle · d2 white circle · d1 white circle | d8 white circle · g8 black circle · d7 white circle · e7 white pawn · f7 black circle · g7 black rook · h7 black circle · d6 white circle · g6 black circle · d5 white circle · g5 black pawn · a4 white circle · b4 white circle · c4 white circle · d4 white rook · e4 white circle · f4 white circle · g4 white circle · h4 white circle · d3 white circle · d2 white circle · d1 white circle | d8 white circle · g8 black circle · d7 white circle · e7 white pawn · f7 black circle · g7 black rook · h7 black circle · d6 white circle · g6 black circle · d5 white circle · g5 black pawn · a4 white circle · b4 white circle · c4 white circle · d4 white rook · e4 white circle · f4 white circle · g4 white circle · h4 white circle · d3 white circle · d2 white circle · d1 white circle | d8 white circle · g8 black circle · d7 white circle · e7 white pawn · f7 black circle · g7 black rook · h7 black circle · d6 white circle · g6 black circle · d5 white circle · g5 black pawn · a4 white circle · b4 white circle · c4 white circle · d4 white rook · e4 white circle · f4 white circle · g4 white circle · h4 white circle · d3 white circle · d2 white circle · d1 white circle | d8 white circle · g8 black circle · d7 white circle · e7 white pawn · f7 black circle · g7 black rook · h7 black circle · d6 white circle · g6 black circle · d5 white circle · g5 black pawn · a4 white circle · b4 white circle · c4 white circle · d4 white rook · e4 white circle · f4 white circle · g4 white circle · h4 white circle · d3 white circle · d2 white circle · d1 white circle | d8 white circle · g8 black circle · d7 white circle · e7 white pawn · f7 black circle · g7 black rook · h7 black circle · d6 white circle · g6 black circle · d5 white circle · g5 black pawn · a4 white circle · b4 white circle · c4 white circle · d4 white rook · e4 white circle · f4 white circle · g4 white circle · h4 white circle · d3 white circle · d2 white circle · d1 white circle | d8 white circle · g8 black circle · d7 white circle · e7 white pawn · f7 black circle · g7 black rook · h7 black circle · d6 white circle · g6 black circle · d5 white circle · g5 black pawn · a4 white circle · b4 white circle · c4 white circle · d4 white rook · e4 white circle · f4 white circle · g4 white circle · h4 white circle · d3 white circle · d2 white circle · d1 white circle | 7 |
| 6 | d8 white circle · g8 black circle · d7 white circle · e7 white pawn · f7 black circle · g7 black rook · h7 black circle · d6 white circle · g6 black circle · d5 white circle · g5 black pawn · a4 white circle · b4 white circle · c4 white circle · d4 white rook · e4 white circle · f4 white circle · g4 white circle · h4 white circle · d3 white circle · d2 white circle · d1 white circle | d8 white circle · g8 black circle · d7 white circle · e7 white pawn · f7 black circle · g7 black rook · h7 black circle · d6 white circle · g6 black circle · d5 white circle · g5 black pawn · a4 white circle · b4 white circle · c4 white circle · d4 white rook · e4 white circle · f4 white circle · g4 white circle · h4 white circle · d3 white circle · d2 white circle · d1 white circle | d8 white circle · g8 black circle · d7 white circle · e7 white pawn · f7 black circle · g7 black rook · h7 black circle · d6 white circle · g6 black circle · d5 white circle · g5 black pawn · a4 white circle · b4 white circle · c4 white circle · d4 white rook · e4 white circle · f4 white circle · g4 white circle · h4 white circle · d3 white circle · d2 white circle · d1 white circle | d8 white circle · g8 black circle · d7 white circle · e7 white pawn · f7 black circle · g7 black rook · h7 black circle · d6 white circle · g6 black circle · d5 white circle · g5 black pawn · a4 white circle · b4 white circle · c4 white circle · d4 white rook · e4 white circle · f4 white circle · g4 white circle · h4 white circle · d3 white circle · d2 white circle · d1 white circle | d8 white circle · g8 black circle · d7 white circle · e7 white pawn · f7 black circle · g7 black rook · h7 black circle · d6 white circle · g6 black circle · d5 white circle · g5 black pawn · a4 white circle · b4 white circle · c4 white circle · d4 white rook · e4 white circle · f4 white circle · g4 white circle · h4 white circle · d3 white circle · d2 white circle · d1 white circle | d8 white circle · g8 black circle · d7 white circle · e7 white pawn · f7 black circle · g7 black rook · h7 black circle · d6 white circle · g6 black circle · d5 white circle · g5 black pawn · a4 white circle · b4 white circle · c4 white circle · d4 white rook · e4 white circle · f4 white circle · g4 white circle · h4 white circle · d3 white circle · d2 white circle · d1 white circle | d8 white circle · g8 black circle · d7 white circle · e7 white pawn · f7 black circle · g7 black rook · h7 black circle · d6 white circle · g6 black circle · d5 white circle · g5 black pawn · a4 white circle · b4 white circle · c4 white circle · d4 white rook · e4 white circle · f4 white circle · g4 white circle · h4 white circle · d3 white circle · d2 white circle · d1 white circle | d8 white circle · g8 black circle · d7 white circle · e7 white pawn · f7 black circle · g7 black rook · h7 black circle · d6 white circle · g6 black circle · d5 white circle · g5 black pawn · a4 white circle · b4 white circle · c4 white circle · d4 white rook · e4 white circle · f4 white circle · g4 white circle · h4 white circle · d3 white circle · d2 white circle · d1 white circle | 6 |
| 5 | d8 white circle · g8 black circle · d7 white circle · e7 white pawn · f7 black circle · g7 black rook · h7 black circle · d6 white circle · g6 black circle · d5 white circle · g5 black pawn · a4 white circle · b4 white circle · c4 white circle · d4 white rook · e4 white circle · f4 white circle · g4 white circle · h4 white circle · d3 white circle · d2 white circle · d1 white circle | d8 white circle · g8 black circle · d7 white circle · e7 white pawn · f7 black circle · g7 black rook · h7 black circle · d6 white circle · g6 black circle · d5 white circle · g5 black pawn · a4 white circle · b4 white circle · c4 white circle · d4 white rook · e4 white circle · f4 white circle · g4 white circle · h4 white circle · d3 white circle · d2 white circle · d1 white circle | d8 white circle · g8 black circle · d7 white circle · e7 white pawn · f7 black circle · g7 black rook · h7 black circle · d6 white circle · g6 black circle · d5 white circle · g5 black pawn · a4 white circle · b4 white circle · c4 white circle · d4 white rook · e4 white circle · f4 white circle · g4 white circle · h4 white circle · d3 white circle · d2 white circle · d1 white circle | d8 white circle · g8 black circle · d7 white circle · e7 white pawn · f7 black circle · g7 black rook · h7 black circle · d6 white circle · g6 black circle · d5 white circle · g5 black pawn · a4 white circle · b4 white circle · c4 white circle · d4 white rook · e4 white circle · f4 white circle · g4 white circle · h4 white circle · d3 white circle · d2 white circle · d1 white circle | d8 white circle · g8 black circle · d7 white circle · e7 white pawn · f7 black circle · g7 black rook · h7 black circle · d6 white circle · g6 black circle · d5 white circle · g5 black pawn · a4 white circle · b4 white circle · c4 white circle · d4 white rook · e4 white circle · f4 white circle · g4 white circle · h4 white circle · d3 white circle · d2 white circle · d1 white circle | d8 white circle · g8 black circle · d7 white circle · e7 white pawn · f7 black circle · g7 black rook · h7 black circle · d6 white circle · g6 black circle · d5 white circle · g5 black pawn · a4 white circle · b4 white circle · c4 white circle · d4 white rook · e4 white circle · f4 white circle · g4 white circle · h4 white circle · d3 white circle · d2 white circle · d1 white circle | d8 white circle · g8 black circle · d7 white circle · e7 white pawn · f7 black circle · g7 black rook · h7 black circle · d6 white circle · g6 black circle · d5 white circle · g5 black pawn · a4 white circle · b4 white circle · c4 white circle · d4 white rook · e4 white circle · f4 white circle · g4 white circle · h4 white circle · d3 white circle · d2 white circle · d1 white circle | d8 white circle · g8 black circle · d7 white circle · e7 white pawn · f7 black circle · g7 black rook · h7 black circle · d6 white circle · g6 black circle · d5 white circle · g5 black pawn · a4 white circle · b4 white circle · c4 white circle · d4 white rook · e4 white circle · f4 white circle · g4 white circle · h4 white circle · d3 white circle · d2 white circle · d1 white circle | 5 |
| 4 | d8 white circle · g8 black circle · d7 white circle · e7 white pawn · f7 black circle · g7 black rook · h7 black circle · d6 white circle · g6 black circle · d5 white circle · g5 black pawn · a4 white circle · b4 white circle · c4 white circle · d4 white rook · e4 white circle · f4 white circle · g4 white circle · h4 white circle · d3 white circle · d2 white circle · d1 white circle | d8 white circle · g8 black circle · d7 white circle · e7 white pawn · f7 black circle · g7 black rook · h7 black circle · d6 white circle · g6 black circle · d5 white circle · g5 black pawn · a4 white circle · b4 white circle · c4 white circle · d4 white rook · e4 white circle · f4 white circle · g4 white circle · h4 white circle · d3 white circle · d2 white circle · d1 white circle | d8 white circle · g8 black circle · d7 white circle · e7 white pawn · f7 black circle · g7 black rook · h7 black circle · d6 white circle · g6 black circle · d5 white circle · g5 black pawn · a4 white circle · b4 white circle · c4 white circle · d4 white rook · e4 white circle · f4 white circle · g4 white circle · h4 white circle · d3 white circle · d2 white circle · d1 white circle | d8 white circle · g8 black circle · d7 white circle · e7 white pawn · f7 black circle · g7 black rook · h7 black circle · d6 white circle · g6 black circle · d5 white circle · g5 black pawn · a4 white circle · b4 white circle · c4 white circle · d4 white rook · e4 white circle · f4 white circle · g4 white circle · h4 white circle · d3 white circle · d2 white circle · d1 white circle | d8 white circle · g8 black circle · d7 white circle · e7 white pawn · f7 black circle · g7 black rook · h7 black circle · d6 white circle · g6 black circle · d5 white circle · g5 black pawn · a4 white circle · b4 white circle · c4 white circle · d4 white rook · e4 white circle · f4 white circle · g4 white circle · h4 white circle · d3 white circle · d2 white circle · d1 white circle | d8 white circle · g8 black circle · d7 white circle · e7 white pawn · f7 black circle · g7 black rook · h7 black circle · d6 white circle · g6 black circle · d5 white circle · g5 black pawn · a4 white circle · b4 white circle · c4 white circle · d4 white rook · e4 white circle · f4 white circle · g4 white circle · h4 white circle · d3 white circle · d2 white circle · d1 white circle | d8 white circle · g8 black circle · d7 white circle · e7 white pawn · f7 black circle · g7 black rook · h7 black circle · d6 white circle · g6 black circle · d5 white circle · g5 black pawn · a4 white circle · b4 white circle · c4 white circle · d4 white rook · e4 white circle · f4 white circle · g4 white circle · h4 white circle · d3 white circle · d2 white circle · d1 white circle | d8 white circle · g8 black circle · d7 white circle · e7 white pawn · f7 black circle · g7 black rook · h7 black circle · d6 white circle · g6 black circle · d5 white circle · g5 black pawn · a4 white circle · b4 white circle · c4 white circle · d4 white rook · e4 white circle · f4 white circle · g4 white circle · h4 white circle · d3 white circle · d2 white circle · d1 white circle | 4 |
| 3 | d8 white circle · g8 black circle · d7 white circle · e7 white pawn · f7 black circle · g7 black rook · h7 black circle · d6 white circle · g6 black circle · d5 white circle · g5 black pawn · a4 white circle · b4 white circle · c4 white circle · d4 white rook · e4 white circle · f4 white circle · g4 white circle · h4 white circle · d3 white circle · d2 white circle · d1 white circle | d8 white circle · g8 black circle · d7 white circle · e7 white pawn · f7 black circle · g7 black rook · h7 black circle · d6 white circle · g6 black circle · d5 white circle · g5 black pawn · a4 white circle · b4 white circle · c4 white circle · d4 white rook · e4 white circle · f4 white circle · g4 white circle · h4 white circle · d3 white circle · d2 white circle · d1 white circle | d8 white circle · g8 black circle · d7 white circle · e7 white pawn · f7 black circle · g7 black rook · h7 black circle · d6 white circle · g6 black circle · d5 white circle · g5 black pawn · a4 white circle · b4 white circle · c4 white circle · d4 white rook · e4 white circle · f4 white circle · g4 white circle · h4 white circle · d3 white circle · d2 white circle · d1 white circle | d8 white circle · g8 black circle · d7 white circle · e7 white pawn · f7 black circle · g7 black rook · h7 black circle · d6 white circle · g6 black circle · d5 white circle · g5 black pawn · a4 white circle · b4 white circle · c4 white circle · d4 white rook · e4 white circle · f4 white circle · g4 white circle · h4 white circle · d3 white circle · d2 white circle · d1 white circle | d8 white circle · g8 black circle · d7 white circle · e7 white pawn · f7 black circle · g7 black rook · h7 black circle · d6 white circle · g6 black circle · d5 white circle · g5 black pawn · a4 white circle · b4 white circle · c4 white circle · d4 white rook · e4 white circle · f4 white circle · g4 white circle · h4 white circle · d3 white circle · d2 white circle · d1 white circle | d8 white circle · g8 black circle · d7 white circle · e7 white pawn · f7 black circle · g7 black rook · h7 black circle · d6 white circle · g6 black circle · d5 white circle · g5 black pawn · a4 white circle · b4 white circle · c4 white circle · d4 white rook · e4 white circle · f4 white circle · g4 white circle · h4 white circle · d3 white circle · d2 white circle · d1 white circle | d8 white circle · g8 black circle · d7 white circle · e7 white pawn · f7 black circle · g7 black rook · h7 black circle · d6 white circle · g6 black circle · d5 white circle · g5 black pawn · a4 white circle · b4 white circle · c4 white circle · d4 white rook · e4 white circle · f4 white circle · g4 white circle · h4 white circle · d3 white circle · d2 white circle · d1 white circle | d8 white circle · g8 black circle · d7 white circle · e7 white pawn · f7 black circle · g7 black rook · h7 black circle · d6 white circle · g6 black circle · d5 white circle · g5 black pawn · a4 white circle · b4 white circle · c4 white circle · d4 white rook · e4 white circle · f4 white circle · g4 white circle · h4 white circle · d3 white circle · d2 white circle · d1 white circle | 3 |
| 2 | d8 white circle · g8 black circle · d7 white circle · e7 white pawn · f7 black circle · g7 black rook · h7 black circle · d6 white circle · g6 black circle · d5 white circle · g5 black pawn · a4 white circle · b4 white circle · c4 white circle · d4 white rook · e4 white circle · f4 white circle · g4 white circle · h4 white circle · d3 white circle · d2 white circle · d1 white circle | d8 white circle · g8 black circle · d7 white circle · e7 white pawn · f7 black circle · g7 black rook · h7 black circle · d6 white circle · g6 black circle · d5 white circle · g5 black pawn · a4 white circle · b4 white circle · c4 white circle · d4 white rook · e4 white circle · f4 white circle · g4 white circle · h4 white circle · d3 white circle · d2 white circle · d1 white circle | d8 white circle · g8 black circle · d7 white circle · e7 white pawn · f7 black circle · g7 black rook · h7 black circle · d6 white circle · g6 black circle · d5 white circle · g5 black pawn · a4 white circle · b4 white circle · c4 white circle · d4 white rook · e4 white circle · f4 white circle · g4 white circle · h4 white circle · d3 white circle · d2 white circle · d1 white circle | d8 white circle · g8 black circle · d7 white circle · e7 white pawn · f7 black circle · g7 black rook · h7 black circle · d6 white circle · g6 black circle · d5 white circle · g5 black pawn · a4 white circle · b4 white circle · c4 white circle · d4 white rook · e4 white circle · f4 white circle · g4 white circle · h4 white circle · d3 white circle · d2 white circle · d1 white circle | d8 white circle · g8 black circle · d7 white circle · e7 white pawn · f7 black circle · g7 black rook · h7 black circle · d6 white circle · g6 black circle · d5 white circle · g5 black pawn · a4 white circle · b4 white circle · c4 white circle · d4 white rook · e4 white circle · f4 white circle · g4 white circle · h4 white circle · d3 white circle · d2 white circle · d1 white circle | d8 white circle · g8 black circle · d7 white circle · e7 white pawn · f7 black circle · g7 black rook · h7 black circle · d6 white circle · g6 black circle · d5 white circle · g5 black pawn · a4 white circle · b4 white circle · c4 white circle · d4 white rook · e4 white circle · f4 white circle · g4 white circle · h4 white circle · d3 white circle · d2 white circle · d1 white circle | d8 white circle · g8 black circle · d7 white circle · e7 white pawn · f7 black circle · g7 black rook · h7 black circle · d6 white circle · g6 black circle · d5 white circle · g5 black pawn · a4 white circle · b4 white circle · c4 white circle · d4 white rook · e4 white circle · f4 white circle · g4 white circle · h4 white circle · d3 white circle · d2 white circle · d1 white circle | d8 white circle · g8 black circle · d7 white circle · e7 white pawn · f7 black circle · g7 black rook · h7 black circle · d6 white circle · g6 black circle · d5 white circle · g5 black pawn · a4 white circle · b4 white circle · c4 white circle · d4 white rook · e4 white circle · f4 white circle · g4 white circle · h4 white circle · d3 white circle · d2 white circle · d1 white circle | 2 |
| 1 | d8 white circle · g8 black circle · d7 white circle · e7 white pawn · f7 black circle · g7 black rook · h7 black circle · d6 white circle · g6 black circle · d5 white circle · g5 black pawn · a4 white circle · b4 white circle · c4 white circle · d4 white rook · e4 white circle · f4 white circle · g4 white circle · h4 white circle · d3 white circle · d2 white circle · d1 white circle | d8 white circle · g8 black circle · d7 white circle · e7 white pawn · f7 black circle · g7 black rook · h7 black circle · d6 white circle · g6 black circle · d5 white circle · g5 black pawn · a4 white circle · b4 white circle · c4 white circle · d4 white rook · e4 white circle · f4 white circle · g4 white circle · h4 white circle · d3 white circle · d2 white circle · d1 white circle | d8 white circle · g8 black circle · d7 white circle · e7 white pawn · f7 black circle · g7 black rook · h7 black circle · d6 white circle · g6 black circle · d5 white circle · g5 black pawn · a4 white circle · b4 white circle · c4 white circle · d4 white rook · e4 white circle · f4 white circle · g4 white circle · h4 white circle · d3 white circle · d2 white circle · d1 white circle | d8 white circle · g8 black circle · d7 white circle · e7 white pawn · f7 black circle · g7 black rook · h7 black circle · d6 white circle · g6 black circle · d5 white circle · g5 black pawn · a4 white circle · b4 white circle · c4 white circle · d4 white rook · e4 white circle · f4 white circle · g4 white circle · h4 white circle · d3 white circle · d2 white circle · d1 white circle | d8 white circle · g8 black circle · d7 white circle · e7 white pawn · f7 black circle · g7 black rook · h7 black circle · d6 white circle · g6 black circle · d5 white circle · g5 black pawn · a4 white circle · b4 white circle · c4 white circle · d4 white rook · e4 white circle · f4 white circle · g4 white circle · h4 white circle · d3 white circle · d2 white circle · d1 white circle | d8 white circle · g8 black circle · d7 white circle · e7 white pawn · f7 black circle · g7 black rook · h7 black circle · d6 white circle · g6 black circle · d5 white circle · g5 black pawn · a4 white circle · b4 white circle · c4 white circle · d4 white rook · e4 white circle · f4 white circle · g4 white circle · h4 white circle · d3 white circle · d2 white circle · d1 white circle | d8 white circle · g8 black circle · d7 white circle · e7 white pawn · f7 black circle · g7 black rook · h7 black circle · d6 white circle · g6 black circle · d5 white circle · g5 black pawn · a4 white circle · b4 white circle · c4 white circle · d4 white rook · e4 white circle · f4 white circle · g4 white circle · h4 white circle · d3 white circle · d2 white circle · d1 white circle | d8 white circle · g8 black circle · d7 white circle · e7 white pawn · f7 black circle · g7 black rook · h7 black circle · d6 white circle · g6 black circle · d5 white circle · g5 black pawn · a4 white circle · b4 white circle · c4 white circle · d4 white rook · e4 white circle · f4 white circle · g4 white circle · h4 white circle · d3 white circle · d2 white circle · d1 white circle | 1 |
|   | a | b | c | d | e | f | g | h |   |

## Trong ván đấu

### Giá trị tương đối
Tổng quan thì Xe mạnh hơn Tượng và Mã và được cho là có giá trị bằng những quân này cộng thêm hai Tốt. Tuy nhiên một Xe không giá trị bằng hai Tượng, hai Mã, hay một Tượng và một Mã. Hai Xe được đánh giá nhỉnh hơn một chút so với một Hậu (xem Giá trị tương đối của quân cờ vua). Hậu và Xe được gọi là những quân nặng hay quân lớn, trong khi Mã và Tượng là quân nhẹ, hay quân nhỏ.

### Đặc điểm vị trí
|   | a | b | c | d | e | f | g | h |   |
| 8 | g8 black king · b7 black pawn · d7 white rook · g7 black pawn · a6 black pawn · c6 black pawn · a5 white pawn · f5 black pawn · b4 black rook · e3 white pawn · f2 white king · g2 white pawn · h2 white pawn | g8 black king · b7 black pawn · d7 white rook · g7 black pawn · a6 black pawn · c6 black pawn · a5 white pawn · f5 black pawn · b4 black rook · e3 white pawn · f2 white king · g2 white pawn · h2 white pawn | g8 black king · b7 black pawn · d7 white rook · g7 black pawn · a6 black pawn · c6 black pawn · a5 white pawn · f5 black pawn · b4 black rook · e3 white pawn · f2 white king · g2 white pawn · h2 white pawn | g8 black king · b7 black pawn · d7 white rook · g7 black pawn · a6 black pawn · c6 black pawn · a5 white pawn · f5 black pawn · b4 black rook · e3 white pawn · f2 white king · g2 white pawn · h2 white pawn | g8 black king · b7 black pawn · d7 white rook · g7 black pawn · a6 black pawn · c6 black pawn · a5 white pawn · f5 black pawn · b4 black rook · e3 white pawn · f2 white king · g2 white pawn · h2 white pawn | g8 black king · b7 black pawn · d7 white rook · g7 black pawn · a6 black pawn · c6 black pawn · a5 white pawn · f5 black pawn · b4 black rook · e3 white pawn · f2 white king · g2 white pawn · h2 white pawn | g8 black king · b7 black pawn · d7 white rook · g7 black pawn · a6 black pawn · c6 black pawn · a5 white pawn · f5 black pawn · b4 black rook · e3 white pawn · f2 white king · g2 white pawn · h2 white pawn | g8 black king · b7 black pawn · d7 white rook · g7 black pawn · a6 black pawn · c6 black pawn · a5 white pawn · f5 black pawn · b4 black rook · e3 white pawn · f2 white king · g2 white pawn · h2 white pawn | 8 |
| 7 | g8 black king · b7 black pawn · d7 white rook · g7 black pawn · a6 black pawn · c6 black pawn · a5 white pawn · f5 black pawn · b4 black rook · e3 white pawn · f2 white king · g2 white pawn · h2 white pawn | g8 black king · b7 black pawn · d7 white rook · g7 black pawn · a6 black pawn · c6 black pawn · a5 white pawn · f5 black pawn · b4 black rook · e3 white pawn · f2 white king · g2 white pawn · h2 white pawn | g8 black king · b7 black pawn · d7 white rook · g7 black pawn · a6 black pawn · c6 black pawn · a5 white pawn · f5 black pawn · b4 black rook · e3 white pawn · f2 white king · g2 white pawn · h2 white pawn | g8 black king · b7 black pawn · d7 white rook · g7 black pawn · a6 black pawn · c6 black pawn · a5 white pawn · f5 black pawn · b4 black rook · e3 white pawn · f2 white king · g2 white pawn · h2 white pawn | g8 black king · b7 black pawn · d7 white rook · g7 black pawn · a6 black pawn · c6 black pawn · a5 white pawn · f5 black pawn · b4 black rook · e3 white pawn · f2 white king · g2 white pawn · h2 white pawn | g8 black king · b7 black pawn · d7 white rook · g7 black pawn · a6 black pawn · c6 black pawn · a5 white pawn · f5 black pawn · b4 black rook · e3 white pawn · f2 white king · g2 white pawn · h2 white pawn | g8 black king · b7 black pawn · d7 white rook · g7 black pawn · a6 black pawn · c6 black pawn · a5 white pawn · f5 black pawn · b4 black rook · e3 white pawn · f2 white king · g2 white pawn · h2 white pawn | g8 black king · b7 black pawn · d7 white rook · g7 black pawn · a6 black pawn · c6 black pawn · a5 white pawn · f5 black pawn · b4 black rook · e3 white pawn · f2 white king · g2 white pawn · h2 white pawn | 7 |
| 6 | g8 black king · b7 black pawn · d7 white rook · g7 black pawn · a6 black pawn · c6 black pawn · a5 white pawn · f5 black pawn · b4 black rook · e3 white pawn · f2 white king · g2 white pawn · h2 white pawn | g8 black king · b7 black pawn · d7 white rook · g7 black pawn · a6 black pawn · c6 black pawn · a5 white pawn · f5 black pawn · b4 black rook · e3 white pawn · f2 white king · g2 white pawn · h2 white pawn | g8 black king · b7 black pawn · d7 white rook · g7 black pawn · a6 black pawn · c6 black pawn · a5 white pawn · f5 black pawn · b4 black rook · e3 white pawn · f2 white king · g2 white pawn · h2 white pawn | g8 black king · b7 black pawn · d7 white rook · g7 black pawn · a6 black pawn · c6 black pawn · a5 white pawn · f5 black pawn · b4 black rook · e3 white pawn · f2 white king · g2 white pawn · h2 white pawn | g8 black king · b7 black pawn · d7 white rook · g7 black pawn · a6 black pawn · c6 black pawn · a5 white pawn · f5 black pawn · b4 black rook · e3 white pawn · f2 white king · g2 white pawn · h2 white pawn | g8 black king · b7 black pawn · d7 white rook · g7 black pawn · a6 black pawn · c6 black pawn · a5 white pawn · f5 black pawn · b4 black rook · e3 white pawn · f2 white king · g2 white pawn · h2 white pawn | g8 black king · b7 black pawn · d7 white rook · g7 black pawn · a6 black pawn · c6 black pawn · a5 white pawn · f5 black pawn · b4 black rook · e3 white pawn · f2 white king · g2 white pawn · h2 white pawn | g8 black king · b7 black pawn · d7 white rook · g7 black pawn · a6 black pawn · c6 black pawn · a5 white pawn · f5 black pawn · b4 black rook · e3 white pawn · f2 white king · g2 white pawn · h2 white pawn | 6 |
| 5 | g8 black king · b7 black pawn · d7 white rook · g7 black pawn · a6 black pawn · c6 black pawn · a5 white pawn · f5 black pawn · b4 black rook · e3 white pawn · f2 white king · g2 white pawn · h2 white pawn | g8 black king · b7 black pawn · d7 white rook · g7 black pawn · a6 black pawn · c6 black pawn · a5 white pawn · f5 black pawn · b4 black rook · e3 white pawn · f2 white king · g2 white pawn · h2 white pawn | g8 black king · b7 black pawn · d7 white rook · g7 black pawn · a6 black pawn · c6 black pawn · a5 white pawn · f5 black pawn · b4 black rook · e3 white pawn · f2 white king · g2 white pawn · h2 white pawn | g8 black king · b7 black pawn · d7 white rook · g7 black pawn · a6 black pawn · c6 black pawn · a5 white pawn · f5 black pawn · b4 black rook · e3 white pawn · f2 white king · g2 white pawn · h2 white pawn | g8 black king · b7 black pawn · d7 white rook · g7 black pawn · a6 black pawn · c6 black pawn · a5 white pawn · f5 black pawn · b4 black rook · e3 white pawn · f2 white king · g2 white pawn · h2 white pawn | g8 black king · b7 black pawn · d7 white rook · g7 black pawn · a6 black pawn · c6 black pawn · a5 white pawn · f5 black pawn · b4 black rook · e3 white pawn · f2 white king · g2 white pawn · h2 white pawn | g8 black king · b7 black pawn · d7 white rook · g7 black pawn · a6 black pawn · c6 black pawn · a5 white pawn · f5 black pawn · b4 black rook · e3 white pawn · f2 white king · g2 white pawn · h2 white pawn | g8 black king · b7 black pawn · d7 white rook · g7 black pawn · a6 black pawn · c6 black pawn · a5 white pawn · f5 black pawn · b4 black rook · e3 white pawn · f2 white king · g2 white pawn · h2 white pawn | 5 |
| 4 | g8 black king · b7 black pawn · d7 white rook · g7 black pawn · a6 black pawn · c6 black pawn · a5 white pawn · f5 black pawn · b4 black rook · e3 white pawn · f2 white king · g2 white pawn · h2 white pawn | g8 black king · b7 black pawn · d7 white rook · g7 black pawn · a6 black pawn · c6 black pawn · a5 white pawn · f5 black pawn · b4 black rook · e3 white pawn · f2 white king · g2 white pawn · h2 white pawn | g8 black king · b7 black pawn · d7 white rook · g7 black pawn · a6 black pawn · c6 black pawn · a5 white pawn · f5 black pawn · b4 black rook · e3 white pawn · f2 white king · g2 white pawn · h2 white pawn | g8 black king · b7 black pawn · d7 white rook · g7 black pawn · a6 black pawn · c6 black pawn · a5 white pawn · f5 black pawn · b4 black rook · e3 white pawn · f2 white king · g2 white pawn · h2 white pawn | g8 black king · b7 black pawn · d7 white rook · g7 black pawn · a6 black pawn · c6 black pawn · a5 white pawn · f5 black pawn · b4 black rook · e3 white pawn · f2 white king · g2 white pawn · h2 white pawn | g8 black king · b7 black pawn · d7 white rook · g7 black pawn · a6 black pawn · c6 black pawn · a5 white pawn · f5 black pawn · b4 black rook · e3 white pawn · f2 white king · g2 white pawn · h2 white pawn | g8 black king · b7 black pawn · d7 white rook · g7 black pawn · a6 black pawn · c6 black pawn · a5 white pawn · f5 black pawn · b4 black rook · e3 white pawn · f2 white king · g2 white pawn · h2 white pawn | g8 black king · b7 black pawn · d7 white rook · g7 black pawn · a6 black pawn · c6 black pawn · a5 white pawn · f5 black pawn · b4 black rook · e3 white pawn · f2 white king · g2 white pawn · h2 white pawn | 4 |
| 3 | g8 black king · b7 black pawn · d7 white rook · g7 black pawn · a6 black pawn · c6 black pawn · a5 white pawn · f5 black pawn · b4 black rook · e3 white pawn · f2 white king · g2 white pawn · h2 white pawn | g8 black king · b7 black pawn · d7 white rook · g7 black pawn · a6 black pawn · c6 black pawn · a5 white pawn · f5 black pawn · b4 black rook · e3 white pawn · f2 white king · g2 white pawn · h2 white pawn | g8 black king · b7 black pawn · d7 white rook · g7 black pawn · a6 black pawn · c6 black pawn · a5 white pawn · f5 black pawn · b4 black rook · e3 white pawn · f2 white king · g2 white pawn · h2 white pawn | g8 black king · b7 black pawn · d7 white rook · g7 black pawn · a6 black pawn · c6 black pawn · a5 white pawn · f5 black pawn · b4 black rook · e3 white pawn · f2 white king · g2 white pawn · h2 white pawn | g8 black king · b7 black pawn · d7 white rook · g7 black pawn · a6 black pawn · c6 black pawn · a5 white pawn · f5 black pawn · b4 black rook · e3 white pawn · f2 white king · g2 white pawn · h2 white pawn | g8 black king · b7 black pawn · d7 white rook · g7 black pawn · a6 black pawn · c6 black pawn · a5 white pawn · f5 black pawn · b4 black rook · e3 white pawn · f2 white king · g2 white pawn · h2 white pawn | g8 black king · b7 black pawn · d7 white rook · g7 black pawn · a6 black pawn · c6 black pawn · a5 white pawn · f5 black pawn · b4 black rook · e3 white pawn · f2 white king · g2 white pawn · h2 white pawn | g8 black king · b7 black pawn · d7 white rook · g7 black pawn · a6 black pawn · c6 black pawn · a5 white pawn · f5 black pawn · b4 black rook · e3 white pawn · f2 white king · g2 white pawn · h2 white pawn | 3 |
| 2 | g8 black king · b7 black pawn · d7 white rook · g7 black pawn · a6 black pawn · c6 black pawn · a5 white pawn · f5 black pawn · b4 black rook · e3 white pawn · f2 white king · g2 white pawn · h2 white pawn | g8 black king · b7 black pawn · d7 white rook · g7 black pawn · a6 black pawn · c6 black pawn · a5 white pawn · f5 black pawn · b4 black rook · e3 white pawn · f2 white king · g2 white pawn · h2 white pawn | g8 black king · b7 black pawn · d7 white rook · g7 black pawn · a6 black pawn · c6 black pawn · a5 white pawn · f5 black pawn · b4 black rook · e3 white pawn · f2 white king · g2 white pawn · h2 white pawn | g8 black king · b7 black pawn · d7 white rook · g7 black pawn · a6 black pawn · c6 black pawn · a5 white pawn · f5 black pawn · b4 black rook · e3 white pawn · f2 white king · g2 white pawn · h2 white pawn | g8 black king · b7 black pawn · d7 white rook · g7 black pawn · a6 black pawn · c6 black pawn · a5 white pawn · f5 black pawn · b4 black rook · e3 white pawn · f2 white king · g2 white pawn · h2 white pawn | g8 black king · b7 black pawn · d7 white rook · g7 black pawn · a6 black pawn · c6 black pawn · a5 white pawn · f5 black pawn · b4 black rook · e3 white pawn · f2 white king · g2 white pawn · h2 white pawn | g8 black king · b7 black pawn · d7 white rook · g7 black pawn · a6 black pawn · c6 black pawn · a5 white pawn · f5 black pawn · b4 black rook · e3 white pawn · f2 white king · g2 white pawn · h2 white pawn | g8 black king · b7 black pawn · d7 white rook · g7 black pawn · a6 black pawn · c6 black pawn · a5 white pawn · f5 black pawn · b4 black rook · e3 white pawn · f2 white king · g2 white pawn · h2 white pawn | 2 |
| 1 | g8 black king · b7 black pawn · d7 white rook · g7 black pawn · a6 black pawn · c6 black pawn · a5 white pawn · f5 black pawn · b4 black rook · e3 white pawn · f2 white king · g2 white pawn · h2 white pawn | g8 black king · b7 black pawn · d7 white rook · g7 black pawn · a6 black pawn · c6 black pawn · a5 white pawn · f5 black pawn · b4 black rook · e3 white pawn · f2 white king · g2 white pawn · h2 white pawn | g8 black king · b7 black pawn · d7 white rook · g7 black pawn · a6 black pawn · c6 black pawn · a5 white pawn · f5 black pawn · b4 black rook · e3 white pawn · f2 white king · g2 white pawn · h2 white pawn | g8 black king · b7 black pawn · d7 white rook · g7 black pawn · a6 black pawn · c6 black pawn · a5 white pawn · f5 black pawn · b4 black rook · e3 white pawn · f2 white king · g2 white pawn · h2 white pawn | g8 black king · b7 black pawn · d7 white rook · g7 black pawn · a6 black pawn · c6 black pawn · a5 white pawn · f5 black pawn · b4 black rook · e3 white pawn · f2 white king · g2 white pawn · h2 white pawn | g8 black king · b7 black pawn · d7 white rook · g7 black pawn · a6 black pawn · c6 black pawn · a5 white pawn · f5 black pawn · b4 black rook · e3 white pawn · f2 white king · g2 white pawn · h2 white pawn | g8 black king · b7 black pawn · d7 white rook · g7 black pawn · a6 black pawn · c6 black pawn · a5 white pawn · f5 black pawn · b4 black rook · e3 white pawn · f2 white king · g2 white pawn · h2 white pawn | g8 black king · b7 black pawn · d7 white rook · g7 black pawn · a6 black pawn · c6 black pawn · a5 white pawn · f5 black pawn · b4 black rook · e3 white pawn · f2 white king · g2 white pawn · h2 white pawn | 1 |
|   | a | b | c | d | e | f | g | h |   |

Với đặc điểm xuất phát ở các ô góc bàn cờ cùng việc di chuyển bị cản trở bởi quân khác, Xe không thể ngay lập tức tham gia vào trận chiến. Mục tiêu quan trọng trước tiên đối với Xe mà người chơi muốn thực hiện đó là kết nối hai quân Xe ở hàng đầu tiên bằng cách di chuyển hết các quân ra khỏi hàng này trừ Vua và Xe sau đó nhập thành. Khi đó hai Xe có thể hỗ trợ lẫn nhau đồng thời dễ dàng di chuyển ra chiếm đóng và kiểm soát các cột thích hợp.
Mục tiêu chiến lược phổ biến đó là đặt Xe ở hàng thứ nhất vào một cột mở (cột không có Tốt), hoặc cột nửa mở (cột chỉ còn Tốt của đối phương). Trong các trường hợp trên, Xe vừa tương đối an toàn không lo bị tấn công vừa có thể kiểm soát các ô trên một cột từ xa. Nếu một cột là đặc biệt quan trọng, người chơi có thể tăng cường thêm quân Xe nữa cho cột đó, làm như vậy gọi là chồng Xe.
Một quân Xe nằm ở hàng thứ 7 (hàng 2 đối với Đen) thường sẽ rất mạnh vì nó đe dọa đến những quân Tốt chưa di chuyển không có được sự bảo vệ của Tốt khác; điểm quan trọng hơn là nó giam Vua đối phương, quân thường nằm ở hàng ngang cuối và tình thế trở nên đặc biệt nguy hiểm nếu có sự tham gia tấn công của một quân khác như Xe và Hậu. Một quân Xe ở hàng thứ 7 thường được xem là có giá trị bù đắp cho một quân Tốt (Fine & Benko 2003:586). Trong thế cờ hình bên trích từ ván đấu giữa Lev Polugaevsky và Larry Evans, quân Xe ở hàng thứ 7 đã giúp Trắng có được kết quả hòa, bất chấp việc kém đối phương một Tốt (Griffiths 1992:102–3).
Hai Xe cùng ở hàng thứ 7 thường là đủ để giành được chiến thắng, không thì ít nhất cũng là hòa nhờ chiếu vĩnh viễn. Hai Xe đôi khi được đề cập một cách thông tục là "những con lợn ở hàng ngang số 7", vì khi đó chúng thường đe dọa "ăn" quân hoặc Tốt của đối phương.

### Cờ tàn
Xe mạnh nhất là vào giai đoạn cuối của ván cờ khi số lượng quân trên bàn cờ đã giảm giúp chúng tăng khả năng hoạt động và kiểm soát. Xe có đôi chút vụng về trong việc ngăn chặn Tốt đối phương tiến về phía trước, trừ khi chúng nằm trên cùng cột và ở đằng sau quân Tốt đó. Tương tự như vậy, một quân Xe hỗ trợ Tốt đồng đội tốt nhất là khi nó nằm trên cùng cột và ở sau Tốt. (xem Quy tắc Tarrasch)
Trong một tình thế với một bên có một Xe và một hoặc hai quân nhẹ đối đầu với bên kia có hai Xe, nhìn chung thường có thêm Tốt và có thể là các quân khác – Lev Alburt khuyến cáo người chơi có một Xe không nên đổi Xe của mình lấy một trong hai Xe của đối phương (Alburt 2009:44).
Xe là quân rất mạnh về khả năng chiếu mat Vua. Dưới đây là một vài ví dụ chiếu mat bằng Xe.
|   | a                                                             | b                                                             | c                                                             | d                                                             | e                                                             | f                                                             | g                                                             | h                                                             |   |
| 8 | b8 white rook · g8 black king · d7 white rook · e2 white king | b8 white rook · g8 black king · d7 white rook · e2 white king | b8 white rook · g8 black king · d7 white rook · e2 white king | b8 white rook · g8 black king · d7 white rook · e2 white king | b8 white rook · g8 black king · d7 white rook · e2 white king | b8 white rook · g8 black king · d7 white rook · e2 white king | b8 white rook · g8 black king · d7 white rook · e2 white king | b8 white rook · g8 black king · d7 white rook · e2 white king | 8 |
| 7 | b8 white rook · g8 black king · d7 white rook · e2 white king | b8 white rook · g8 black king · d7 white rook · e2 white king | b8 white rook · g8 black king · d7 white rook · e2 white king | b8 white rook · g8 black king · d7 white rook · e2 white king | b8 white rook · g8 black king · d7 white rook · e2 white king | b8 white rook · g8 black king · d7 white rook · e2 white king | b8 white rook · g8 black king · d7 white rook · e2 white king | b8 white rook · g8 black king · d7 white rook · e2 white king | 7 |
| 6 | b8 white rook · g8 black king · d7 white rook · e2 white king | b8 white rook · g8 black king · d7 white rook · e2 white king | b8 white rook · g8 black king · d7 white rook · e2 white king | b8 white rook · g8 black king · d7 white rook · e2 white king | b8 white rook · g8 black king · d7 white rook · e2 white king | b8 white rook · g8 black king · d7 white rook · e2 white king | b8 white rook · g8 black king · d7 white rook · e2 white king | b8 white rook · g8 black king · d7 white rook · e2 white king | 6 |
| 5 | b8 white rook · g8 black king · d7 white rook · e2 white king | b8 white rook · g8 black king · d7 white rook · e2 white king | b8 white rook · g8 black king · d7 white rook · e2 white king | b8 white rook · g8 black king · d7 white rook · e2 white king | b8 white rook · g8 black king · d7 white rook · e2 white king | b8 white rook · g8 black king · d7 white rook · e2 white king | b8 white rook · g8 black king · d7 white rook · e2 white king | b8 white rook · g8 black king · d7 white rook · e2 white king | 5 |
| 4 | b8 white rook · g8 black king · d7 white rook · e2 white king | b8 white rook · g8 black king · d7 white rook · e2 white king | b8 white rook · g8 black king · d7 white rook · e2 white king | b8 white rook · g8 black king · d7 white rook · e2 white king | b8 white rook · g8 black king · d7 white rook · e2 white king | b8 white rook · g8 black king · d7 white rook · e2 white king | b8 white rook · g8 black king · d7 white rook · e2 white king | b8 white rook · g8 black king · d7 white rook · e2 white king | 4 |
| 3 | b8 white rook · g8 black king · d7 white rook · e2 white king | b8 white rook · g8 black king · d7 white rook · e2 white king | b8 white rook · g8 black king · d7 white rook · e2 white king | b8 white rook · g8 black king · d7 white rook · e2 white king | b8 white rook · g8 black king · d7 white rook · e2 white king | b8 white rook · g8 black king · d7 white rook · e2 white king | b8 white rook · g8 black king · d7 white rook · e2 white king | b8 white rook · g8 black king · d7 white rook · e2 white king | 3 |
| 2 | b8 white rook · g8 black king · d7 white rook · e2 white king | b8 white rook · g8 black king · d7 white rook · e2 white king | b8 white rook · g8 black king · d7 white rook · e2 white king | b8 white rook · g8 black king · d7 white rook · e2 white king | b8 white rook · g8 black king · d7 white rook · e2 white king | b8 white rook · g8 black king · d7 white rook · e2 white king | b8 white rook · g8 black king · d7 white rook · e2 white king | b8 white rook · g8 black king · d7 white rook · e2 white king | 2 |
| 1 | b8 white rook · g8 black king · d7 white rook · e2 white king | b8 white rook · g8 black king · d7 white rook · e2 white king | b8 white rook · g8 black king · d7 white rook · e2 white king | b8 white rook · g8 black king · d7 white rook · e2 white king | b8 white rook · g8 black king · d7 white rook · e2 white king | b8 white rook · g8 black king · d7 white rook · e2 white king | b8 white rook · g8 black king · d7 white rook · e2 white king | b8 white rook · g8 black king · d7 white rook · e2 white king | 1 |
|   | a                                                             | b                                                             | c                                                             | d                                                             | e                                                             | f                                                             | g                                                             | h                                                             |   |

|   | a                                             | b                                             | c                                             | d                                             | e                                             | f                                             | g                                             | h                                             |   |
| 8 | b8 white rook · g8 black king · g6 white king | b8 white rook · g8 black king · g6 white king | b8 white rook · g8 black king · g6 white king | b8 white rook · g8 black king · g6 white king | b8 white rook · g8 black king · g6 white king | b8 white rook · g8 black king · g6 white king | b8 white rook · g8 black king · g6 white king | b8 white rook · g8 black king · g6 white king | 8 |
| 7 | b8 white rook · g8 black king · g6 white king | b8 white rook · g8 black king · g6 white king | b8 white rook · g8 black king · g6 white king | b8 white rook · g8 black king · g6 white king | b8 white rook · g8 black king · g6 white king | b8 white rook · g8 black king · g6 white king | b8 white rook · g8 black king · g6 white king | b8 white rook · g8 black king · g6 white king | 7 |
| 6 | b8 white rook · g8 black king · g6 white king | b8 white rook · g8 black king · g6 white king | b8 white rook · g8 black king · g6 white king | b8 white rook · g8 black king · g6 white king | b8 white rook · g8 black king · g6 white king | b8 white rook · g8 black king · g6 white king | b8 white rook · g8 black king · g6 white king | b8 white rook · g8 black king · g6 white king | 6 |
| 5 | b8 white rook · g8 black king · g6 white king | b8 white rook · g8 black king · g6 white king | b8 white rook · g8 black king · g6 white king | b8 white rook · g8 black king · g6 white king | b8 white rook · g8 black king · g6 white king | b8 white rook · g8 black king · g6 white king | b8 white rook · g8 black king · g6 white king | b8 white rook · g8 black king · g6 white king | 5 |
| 4 | b8 white rook · g8 black king · g6 white king | b8 white rook · g8 black king · g6 white king | b8 white rook · g8 black king · g6 white king | b8 white rook · g8 black king · g6 white king | b8 white rook · g8 black king · g6 white king | b8 white rook · g8 black king · g6 white king | b8 white rook · g8 black king · g6 white king | b8 white rook · g8 black king · g6 white king | 4 |
| 3 | b8 white rook · g8 black king · g6 white king | b8 white rook · g8 black king · g6 white king | b8 white rook · g8 black king · g6 white king | b8 white rook · g8 black king · g6 white king | b8 white rook · g8 black king · g6 white king | b8 white rook · g8 black king · g6 white king | b8 white rook · g8 black king · g6 white king | b8 white rook · g8 black king · g6 white king | 3 |
| 2 | b8 white rook · g8 black king · g6 white king | b8 white rook · g8 black king · g6 white king | b8 white rook · g8 black king · g6 white king | b8 white rook · g8 black king · g6 white king | b8 white rook · g8 black king · g6 white king | b8 white rook · g8 black king · g6 white king | b8 white rook · g8 black king · g6 white king | b8 white rook · g8 black king · g6 white king | 2 |
| 1 | b8 white rook · g8 black king · g6 white king | b8 white rook · g8 black king · g6 white king | b8 white rook · g8 black king · g6 white king | b8 white rook · g8 black king · g6 white king | b8 white rook · g8 black king · g6 white king | b8 white rook · g8 black king · g6 white king | b8 white rook · g8 black king · g6 white king | b8 white rook · g8 black king · g6 white king | 1 |
|   | a                                             | b                                             | c                                             | d                                             | e                                             | f                                             | g                                             | h                                             |   |

|   | a | b | c | d | e | f | g | h |   |
| 8 | g8 black king · f7 black pawn · g7 black pawn · h7 black pawn · g5 white rook · f2 white pawn · g2 white pawn · h2 white pawn · b1 black rook · g1 white king | g8 black king · f7 black pawn · g7 black pawn · h7 black pawn · g5 white rook · f2 white pawn · g2 white pawn · h2 white pawn · b1 black rook · g1 white king | g8 black king · f7 black pawn · g7 black pawn · h7 black pawn · g5 white rook · f2 white pawn · g2 white pawn · h2 white pawn · b1 black rook · g1 white king | g8 black king · f7 black pawn · g7 black pawn · h7 black pawn · g5 white rook · f2 white pawn · g2 white pawn · h2 white pawn · b1 black rook · g1 white king | g8 black king · f7 black pawn · g7 black pawn · h7 black pawn · g5 white rook · f2 white pawn · g2 white pawn · h2 white pawn · b1 black rook · g1 white king | g8 black king · f7 black pawn · g7 black pawn · h7 black pawn · g5 white rook · f2 white pawn · g2 white pawn · h2 white pawn · b1 black rook · g1 white king | g8 black king · f7 black pawn · g7 black pawn · h7 black pawn · g5 white rook · f2 white pawn · g2 white pawn · h2 white pawn · b1 black rook · g1 white king | g8 black king · f7 black pawn · g7 black pawn · h7 black pawn · g5 white rook · f2 white pawn · g2 white pawn · h2 white pawn · b1 black rook · g1 white king | 8 |
| 7 | g8 black king · f7 black pawn · g7 black pawn · h7 black pawn · g5 white rook · f2 white pawn · g2 white pawn · h2 white pawn · b1 black rook · g1 white king | g8 black king · f7 black pawn · g7 black pawn · h7 black pawn · g5 white rook · f2 white pawn · g2 white pawn · h2 white pawn · b1 black rook · g1 white king | g8 black king · f7 black pawn · g7 black pawn · h7 black pawn · g5 white rook · f2 white pawn · g2 white pawn · h2 white pawn · b1 black rook · g1 white king | g8 black king · f7 black pawn · g7 black pawn · h7 black pawn · g5 white rook · f2 white pawn · g2 white pawn · h2 white pawn · b1 black rook · g1 white king | g8 black king · f7 black pawn · g7 black pawn · h7 black pawn · g5 white rook · f2 white pawn · g2 white pawn · h2 white pawn · b1 black rook · g1 white king | g8 black king · f7 black pawn · g7 black pawn · h7 black pawn · g5 white rook · f2 white pawn · g2 white pawn · h2 white pawn · b1 black rook · g1 white king | g8 black king · f7 black pawn · g7 black pawn · h7 black pawn · g5 white rook · f2 white pawn · g2 white pawn · h2 white pawn · b1 black rook · g1 white king | g8 black king · f7 black pawn · g7 black pawn · h7 black pawn · g5 white rook · f2 white pawn · g2 white pawn · h2 white pawn · b1 black rook · g1 white king | 7 |
| 6 | g8 black king · f7 black pawn · g7 black pawn · h7 black pawn · g5 white rook · f2 white pawn · g2 white pawn · h2 white pawn · b1 black rook · g1 white king | g8 black king · f7 black pawn · g7 black pawn · h7 black pawn · g5 white rook · f2 white pawn · g2 white pawn · h2 white pawn · b1 black rook · g1 white king | g8 black king · f7 black pawn · g7 black pawn · h7 black pawn · g5 white rook · f2 white pawn · g2 white pawn · h2 white pawn · b1 black rook · g1 white king | g8 black king · f7 black pawn · g7 black pawn · h7 black pawn · g5 white rook · f2 white pawn · g2 white pawn · h2 white pawn · b1 black rook · g1 white king | g8 black king · f7 black pawn · g7 black pawn · h7 black pawn · g5 white rook · f2 white pawn · g2 white pawn · h2 white pawn · b1 black rook · g1 white king | g8 black king · f7 black pawn · g7 black pawn · h7 black pawn · g5 white rook · f2 white pawn · g2 white pawn · h2 white pawn · b1 black rook · g1 white king | g8 black king · f7 black pawn · g7 black pawn · h7 black pawn · g5 white rook · f2 white pawn · g2 white pawn · h2 white pawn · b1 black rook · g1 white king | g8 black king · f7 black pawn · g7 black pawn · h7 black pawn · g5 white rook · f2 white pawn · g2 white pawn · h2 white pawn · b1 black rook · g1 white king | 6 |
| 5 | g8 black king · f7 black pawn · g7 black pawn · h7 black pawn · g5 white rook · f2 white pawn · g2 white pawn · h2 white pawn · b1 black rook · g1 white king | g8 black king · f7 black pawn · g7 black pawn · h7 black pawn · g5 white rook · f2 white pawn · g2 white pawn · h2 white pawn · b1 black rook · g1 white king | g8 black king · f7 black pawn · g7 black pawn · h7 black pawn · g5 white rook · f2 white pawn · g2 white pawn · h2 white pawn · b1 black rook · g1 white king | g8 black king · f7 black pawn · g7 black pawn · h7 black pawn · g5 white rook · f2 white pawn · g2 white pawn · h2 white pawn · b1 black rook · g1 white king | g8 black king · f7 black pawn · g7 black pawn · h7 black pawn · g5 white rook · f2 white pawn · g2 white pawn · h2 white pawn · b1 black rook · g1 white king | g8 black king · f7 black pawn · g7 black pawn · h7 black pawn · g5 white rook · f2 white pawn · g2 white pawn · h2 white pawn · b1 black rook · g1 white king | g8 black king · f7 black pawn · g7 black pawn · h7 black pawn · g5 white rook · f2 white pawn · g2 white pawn · h2 white pawn · b1 black rook · g1 white king | g8 black king · f7 black pawn · g7 black pawn · h7 black pawn · g5 white rook · f2 white pawn · g2 white pawn · h2 white pawn · b1 black rook · g1 white king | 5 |
| 4 | g8 black king · f7 black pawn · g7 black pawn · h7 black pawn · g5 white rook · f2 white pawn · g2 white pawn · h2 white pawn · b1 black rook · g1 white king | g8 black king · f7 black pawn · g7 black pawn · h7 black pawn · g5 white rook · f2 white pawn · g2 white pawn · h2 white pawn · b1 black rook · g1 white king | g8 black king · f7 black pawn · g7 black pawn · h7 black pawn · g5 white rook · f2 white pawn · g2 white pawn · h2 white pawn · b1 black rook · g1 white king | g8 black king · f7 black pawn · g7 black pawn · h7 black pawn · g5 white rook · f2 white pawn · g2 white pawn · h2 white pawn · b1 black rook · g1 white king | g8 black king · f7 black pawn · g7 black pawn · h7 black pawn · g5 white rook · f2 white pawn · g2 white pawn · h2 white pawn · b1 black rook · g1 white king | g8 black king · f7 black pawn · g7 black pawn · h7 black pawn · g5 white rook · f2 white pawn · g2 white pawn · h2 white pawn · b1 black rook · g1 white king | g8 black king · f7 black pawn · g7 black pawn · h7 black pawn · g5 white rook · f2 white pawn · g2 white pawn · h2 white pawn · b1 black rook · g1 white king | g8 black king · f7 black pawn · g7 black pawn · h7 black pawn · g5 white rook · f2 white pawn · g2 white pawn · h2 white pawn · b1 black rook · g1 white king | 4 |
| 3 | g8 black king · f7 black pawn · g7 black pawn · h7 black pawn · g5 white rook · f2 white pawn · g2 white pawn · h2 white pawn · b1 black rook · g1 white king | g8 black king · f7 black pawn · g7 black pawn · h7 black pawn · g5 white rook · f2 white pawn · g2 white pawn · h2 white pawn · b1 black rook · g1 white king | g8 black king · f7 black pawn · g7 black pawn · h7 black pawn · g5 white rook · f2 white pawn · g2 white pawn · h2 white pawn · b1 black rook · g1 white king | g8 black king · f7 black pawn · g7 black pawn · h7 black pawn · g5 white rook · f2 white pawn · g2 white pawn · h2 white pawn · b1 black rook · g1 white king | g8 black king · f7 black pawn · g7 black pawn · h7 black pawn · g5 white rook · f2 white pawn · g2 white pawn · h2 white pawn · b1 black rook · g1 white king | g8 black king · f7 black pawn · g7 black pawn · h7 black pawn · g5 white rook · f2 white pawn · g2 white pawn · h2 white pawn · b1 black rook · g1 white king | g8 black king · f7 black pawn · g7 black pawn · h7 black pawn · g5 white rook · f2 white pawn · g2 white pawn · h2 white pawn · b1 black rook · g1 white king | g8 black king · f7 black pawn · g7 black pawn · h7 black pawn · g5 white rook · f2 white pawn · g2 white pawn · h2 white pawn · b1 black rook · g1 white king | 3 |
| 2 | g8 black king · f7 black pawn · g7 black pawn · h7 black pawn · g5 white rook · f2 white pawn · g2 white pawn · h2 white pawn · b1 black rook · g1 white king | g8 black king · f7 black pawn · g7 black pawn · h7 black pawn · g5 white rook · f2 white pawn · g2 white pawn · h2 white pawn · b1 black rook · g1 white king | g8 black king · f7 black pawn · g7 black pawn · h7 black pawn · g5 white rook · f2 white pawn · g2 white pawn · h2 white pawn · b1 black rook · g1 white king | g8 black king · f7 black pawn · g7 black pawn · h7 black pawn · g5 white rook · f2 white pawn · g2 white pawn · h2 white pawn · b1 black rook · g1 white king | g8 black king · f7 black pawn · g7 black pawn · h7 black pawn · g5 white rook · f2 white pawn · g2 white pawn · h2 white pawn · b1 black rook · g1 white king | g8 black king · f7 black pawn · g7 black pawn · h7 black pawn · g5 white rook · f2 white pawn · g2 white pawn · h2 white pawn · b1 black rook · g1 white king | g8 black king · f7 black pawn · g7 black pawn · h7 black pawn · g5 white rook · f2 white pawn · g2 white pawn · h2 white pawn · b1 black rook · g1 white king | g8 black king · f7 black pawn · g7 black pawn · h7 black pawn · g5 white rook · f2 white pawn · g2 white pawn · h2 white pawn · b1 black rook · g1 white king | 2 |
| 1 | g8 black king · f7 black pawn · g7 black pawn · h7 black pawn · g5 white rook · f2 white pawn · g2 white pawn · h2 white pawn · b1 black rook · g1 white king | g8 black king · f7 black pawn · g7 black pawn · h7 black pawn · g5 white rook · f2 white pawn · g2 white pawn · h2 white pawn · b1 black rook · g1 white king | g8 black king · f7 black pawn · g7 black pawn · h7 black pawn · g5 white rook · f2 white pawn · g2 white pawn · h2 white pawn · b1 black rook · g1 white king | g8 black king · f7 black pawn · g7 black pawn · h7 black pawn · g5 white rook · f2 white pawn · g2 white pawn · h2 white pawn · b1 black rook · g1 white king | g8 black king · f7 black pawn · g7 black pawn · h7 black pawn · g5 white rook · f2 white pawn · g2 white pawn · h2 white pawn · b1 black rook · g1 white king | g8 black king · f7 black pawn · g7 black pawn · h7 black pawn · g5 white rook · f2 white pawn · g2 white pawn · h2 white pawn · b1 black rook · g1 white king | g8 black king · f7 black pawn · g7 black pawn · h7 black pawn · g5 white rook · f2 white pawn · g2 white pawn · h2 white pawn · b1 black rook · g1 white king | g8 black king · f7 black pawn · g7 black pawn · h7 black pawn · g5 white rook · f2 white pawn · g2 white pawn · h2 white pawn · b1 black rook · g1 white king | 1 |
|   | a | b | c | d | e | f | g | h |   |

## Mã Unicode
Unicode định ra hai codepoint cho Xe:
♖ U+2656 Xe Trắng (HTML &#9814;)
♜ U+265C Xe Đen (HTML &#9820;)